# Amad Diallo
Amad Diallo, urodzony jako Amad Traoré (ur. 11 lipca 2002 w Abidżanie) – iworyjski piłkarz występujący na pozycji napastnika w Manchesterze United. Reprezentant Wybrzeża Kości Słoniowej.

## Kariera klubowa
Diallo rozpoczął karierę w iworyjskim klubie Boca Barco. W 2015 roku przeniósł się do Atalanty. Przechodząc przez kolejne etapy młodzieżowej kariery stanął przed szansą debiutu w seniorskiej piłce. W Atalancie zadebiutował 27 października 2019 roku w wygranym 7:1 meczu przeciwko Udinese Calcio, zmieniając w 77 minucie spotkania Josipa Iličicia i zdobywając, sześć minut później, swoją pierwszą bramkę w karierze. Tym samym stał się pierwszym piłkarzem urodzonym w roku 2002, który strzelił bramkę w Serie A.
5 października 2020 roku Manchester United ogłosił, że doszedł do porozumienia z Atalantą w sprawie transferu Diallo. Ze względu na formalności związane z pozwoleniem na pracę, transfer mógł zostać zrealizowany dopiero w zimowym okienku transferowym. 7 stycznia 2021 roku podpisał pięcioletni kontrakt z opcją przedłużenia o kolejny rok z Manchesterem United. W nowym klubie zadebiutował 18 lutego 2021 roku w wygranym 0:4 meczu przeciwko Realowi Sociedad, zmieniając w 83 minucie spotkania Masona Greenwooda. Swoją pierwszą bramkę dla Manchesteru United strzelił 11 marca 2021 roku w zremisowanym 1:1 meczu przeciwko A.C. Milanowi.
27 stycznia 2022 roku udał się na półroczne wypożyczenie do Rangers. W sierpniu tego samego roku został wypożyczony do Sunderlandu.

## Kariera reprezentacyjna
W reprezentacji Wybrzeża Kości Słoniowej zadebiutował 26 marca 2021 roku w wygranym 3:0 meczu przeciwko reprezentacji Nigru, zmieniając w 86 minucie spotkania Nicolasa Pépé.

## Statystyki
(aktualne na dzień 17 sierpnia 2025)
| Klub               | Sezon              | Liga                 | Liga  | Liga   | Puchar krajowy | Puchar krajowy | Puchar ligi | Puchar ligi | Europa | Europa | Inne  | Inne   | Suma  | Suma   |
| Klub               | Sezon              | Liga                 | Mecze | Bramki | Mecze          | Bramki         | Mecze       | Bramki      | Mecze  | Bramki | Mecze | Bramki | Mecze | Bramki |
| ------------------ | ------------------ | -------------------- | ----- | ------ | -------------- | -------------- | ----------- | ----------- | ------ | ------ | ----- | ------ | ----- | ------ |
| Atalanta BC        | 2019/20            | Serie A              | 3     | 1      | 0              | 0              | –           | –           | 0      | 0      | –     | –      | 3     | 1      |
| Atalanta BC        | 2020/21            | Serie A              | 1     | 0      | 0              | 0              | –           | –           | 1      | 0      | –     | –      | 2     | 0      |
| Manchester United  | 2020/21            | Premier League       | 3     | 0      | 1              | 0              | 0           | 0           | 4      | 1      | –     | –      | 8     | 1      |
| Manchester United  | 2021/22            | Premier League       | 0     | 0      | 0              | 0              | 0           | 0           | 1      | 0      | –     | –      | 1     | 0      |
| Rangers (wyp.)     | 2021/22            | Scottish Premiership | 10    | 3      | 3              | 0              | –           | –           | 0      | 0      | –     | –      | 13    | 3      |
| Sunderland (wyp.)  | 2022/23            | Championship         | 37    | 13     | 3              | 0              | 0           | 0           | –      | –      | 2     | 1      | 42    | 14     |
| Manchester United  | 2023/24            | Premier League       | 9     | 1      | 3              | 1              | 0           | 0           | 0      | 0      | –     | –      | 12    | 2      |
| Manchester United  | 2024/25            | Premier League       | 26    | 8      | 2              | 0              | 3           | 1           | 11     | 2      | 1     | 0      | 43    | 11     |
| Manchester United  | 2025/26            | Premier League       | 1     | 0      | 0              | 0              | 0           | 0           | –      | –      | –     | –      | 1     | 0      |
| Ogólnie w karierze | Ogólnie w karierze | Ogólnie w karierze   | 90    | 26     | 12             | 1              | 3           | 1           | 17     | 3      | 3     | 1      | 125   | 32     |

## Sukcesy

### Rangers
- Puchar Szkocji: 2021/2022

### Manchester United
- Puchar Anglii: 2023/2024